# Bobures
Bobures – miasto w Wenezueli, w stanie Zulia.